# Otagoa nova
Otagoa nova là một loài nhện trong họ Toxopidae.
Loài này thuộc chi Otagoa. Otagoa nova được miêu tả năm 1970 bởi Raymond Robert Forster.